# Épisodes de Duval et Moretti
Cet article présente le guide des épisodes de la série télévisée française Duval et Moretti.

## Épisodes

### Épisode 1L'Équipée mortelle
- France : 2 juillet 2008 sur M6

### Épisode 2:Le Retour de Vanessa
- France :

### Épisode 3:En fuite
- France :

### Épisode 4:Les absents ont toujours tort
- France :

### Épisode 5:Une odeur de poudre
- France :

### Épisode 6:Haute couture
- France :

### Épisode 7:Otages
- France :

### Épisode 8:Un sacré dilemme
- France :

### Épisode 9:César à deux doigts de la mort
- France :

### Épisode 10:Le Frère de Moretti
- France :

### Épisode 11:Seule au monde
- France :

### Épisode 12:Carton rouge
- France :

### Épisode 13:Une affaire de nez
- France :

### Épisode 14:La Nouvelle Coéquipière
- France :

### Épisode 15:Compte à rebours
- France :

### Épisode 16:Dangereuses Doublures
- France :

### Épisode 17:Paloma en danger
- France :

### Épisode 18:L'Imposteur
- France :

### Épisode 19:Héros d'un jour
- France :

### Épisode 20:Frères d'âme
- France :

### Épisode 21:Drôle de justice
- France :